# اللغة الليتوانية
اللغة الليتوانية هي اللغة الرسمية لليتوانيا، يستخدمها 3 ملايين متحدث في ليتوانيا و 18 دولة أخرى. اسم اللغة بالليتوانية هو lietuvių kalba.

## التصنيف
تعتبر اللغة الليتوانية إحدى لغتي البلطيق، واللغة الأخرى هي اللاتفية. اللغة هي فرع من فروع اللغات الهندوأوروبية.

## التوزيع الجغرافي
تستخدم اللغة بشكل أساسي في ليتوانيا، وكذلك في بولندا، روسيا، روسيا البيضاء، ولاتفيا. ذلك بالإضافة إلى بعض الناطقين بها، من بينهم المهاجرين، في كل من الأرجنتين، أستراليا، إستونيا، الأوروغواي، جمهورية أيرلندا، البرازيل، روسيا، السويد، كندا، المملكة المتحدة، والولايات المتحدة.
3549000 في ليتوانيا (1998). المجموع الكلي للناطقين باللغة هو 4 ملايين (1993). وهي اللغة الرسمية في ليتوانيا.

### اللهجات
اللغة الليتوانية لها لهجتان: لهجة الأوكشتايتي (بالليتوانية Aukštaičių) في الأراضي العليا لليتوانيا، ولهجة ساموجيتي (بالليتوانية Žemaičių) في الأراضي السفلى لليتوانيا. توجد اختلافات مهمة بين اللغة الليتوانية القياسية ولهجة ساموجيتي، وغالبا ما يتم اعتبارهما لغتين منفصلتين. تشكلت لهجة ساموجيتي ما بين القرنين 13م و16م تحت تأثير اللغة الكورونية. يرتبط توزع اللهجات في ليتوانيا ارتباطا وثيقا بتوزع المجموعات العرقية.
تنقسم كل لهجة بدورها للهجات فرعية، وعددها ثلاثة في كل لهجة. تنقسم لهجة الساموجتي إلى لهجات الغرب، الشمال، والجنوب، في حين أن لهجة الأوكشتايتي تنقسم للهجات الغرب، الجنوب، والشرق.
اللغة الليتوانية القياسية مستمدة أساسا من لهجات أوكشتايتي الغربية.

## نظام الكتابة
تستخدم الليتوانية الأبجدية اللاتينية إضافة إلى أحرف شكلة. تتكون الأبجدية الليتوانية من 32 حرفا. في ترتيب الحروف، يأتي حرف y بعد حرف į، لكن كلا الحرفين يحدث نفس صوت العلة المطول [iː]
| الأحرف الكبيرة | الأحرف الكبيرة | الأحرف الكبيرة | الأحرف الكبيرة | الأحرف الكبيرة | الأحرف الكبيرة | الأحرف الكبيرة | الأحرف الكبيرة | الأحرف الكبيرة | الأحرف الكبيرة | الأحرف الكبيرة | الأحرف الكبيرة | الأحرف الكبيرة | الأحرف الكبيرة | الأحرف الكبيرة | الأحرف الكبيرة | الأحرف الكبيرة | الأحرف الكبيرة | الأحرف الكبيرة | الأحرف الكبيرة | الأحرف الكبيرة | الأحرف الكبيرة | الأحرف الكبيرة | الأحرف الكبيرة | الأحرف الكبيرة | الأحرف الكبيرة | الأحرف الكبيرة | الأحرف الكبيرة | الأحرف الكبيرة | الأحرف الكبيرة | الأحرف الكبيرة | الأحرف الكبيرة |
| -------------- | -------------- | -------------- | -------------- | -------------- | -------------- | -------------- | -------------- | -------------- | -------------- | -------------- | -------------- | -------------- | -------------- | -------------- | -------------- | -------------- | -------------- | -------------- | -------------- | -------------- | -------------- | -------------- | -------------- | -------------- | -------------- | -------------- | -------------- | -------------- | -------------- | -------------- | -------------- |
| A              | Ą              | B              | C              | Č              | D              | E              | Ę              | Ė              | F              | G              | H              | I              | Į              | Y              | J              | K              | L              | M              | N              | O              | P              | R              | S              | Š              | T              | U              | Ų              | Ū              | V              | Z              | Ž              |
| الأحرف الصغيرة |                |                |                |                |                |                |                |                |                |                |                |                |                |                |                |                |                |                |                |                |                |                |                |                |                |                |                |                |                |                |                |
| a              | ą              | b              | c              | č              | d              | e              | ę              | ė              | f              | g              | h              | i              | į              | y              | j              | k              | l              | m              | n              | o              | p              | r              | s              | š              | t              | u              | ų              | ū              | v              | z              | ž              |

تستخدم الليتوانية عددا من الأحرف المزدوجة، لكنها لا تعتبر أحرفا مستقلة في الأبجدية، وهي: Dz dz [dz] (dzė), Dž dž [dʒ] (džė), Ch ch [x] (cha).
نظام الكتابة الليتواني صوتي لدرجة كبيرة، وهذا يعني أن كل حرف يوافق صوت لغوي واحد. هناك بعض الاستثناءات، مثلا حرف i قد يمثل صوت العلة [ɪ] أو قد يكون صامتا لتوضيح أن الحرف الصامت السابق لحرف i ينطق حلقيا.

## نطقيات

### الأحرف الصامتة
|                    |           | شفوي | شفوي | أسناني | أسناني | لثوي | لثوي | غاري | طبقي | طبقي |
| حاد                | ناعم      | حاد  | ناعم | حاد    | ناعم   | حاد  | ناعم | غاري |      |      |
| ------------------ | --------- | ---- | ---- | ------ | ------ | ---- | ---- | ---- | ---- | ---- |
| صامت أنفي          | صامت أنفي | ‎m‏    | ‎mʲ‏   | ‎n‏      | ‎nʲ‏     |      |      |      |      |      |
| صامت انفجاري       | غير مصوت  | ‎p‏    | ‎pʲ‏   | ‎t‏      | ‎tʲ‏     |      |      |      | ‎k‏    | kʲ   |
| صامت انفجاري       | مصوت      | ‎b‏    | ‎bʲ‏   | ‎d‏      | ‎dʲ‏     |      |      |      | ‎ɡ‏    | ɡʲ   |
| صامت موقوف احتكاكي | غير مصوت  |      |      | ‎t͡s‏     | ‎t͡sʲ‏    | ‎t͡ʃ‏   | ‎t͡ɕ‏   |      |      |      |
| صامت موقوف احتكاكي | مصوت      |      |      | ‎d͡z‏     | ‎d͡zʲ‏    | ‎d͡ʒ‏   | ‎d͡ʑ‏   |      |      |      |
| صامت احتكاكي       | غير مصوت  | (‎f‏)  | (‎fʲ‏) | ‎s‏      | ‎sʲ‏     | ‎ʃ‏    | ‎ɕ‏    |      | (‎x‏)  | (xʲ) |
| صامت احتكاكي       | مصوت      | ‎v‏    | ‎vʲ‏   | ‎z‏      | ‎zʲ‏     | ‎ʒ‏    | ‎ʑ‏    | ‎j‏    | (‎ɣ‏)  | (ɣʲ) |
| شبه صامت           | شبه صامت  | ‎v‏    | ‎vʲ‏   | ‎ɫ‏      |        |      | ‎lʲ‏   | ‎j‏    |      |      |
| تكرير              | تكرير     |      |      |        |        | ‎r‏    | ‎rʲ‏   |      |      |      |

كل الأحرف الليتوانية، باستثناء /j/، تأتي على نوعين: غير غارية وغارية. النوع عير الغاري هو الممثل برموز الألفبائية الصوتية الدولية في الجدول. الحروف الصامتة /f/, /x/, /ɣ/ وأنواعها الغارية موجودة فقط في الكلمات المستعارة من اللغات الأخرى.

### حروف العلة (المصوتات)
تضم اللغة الليتوانية ستة مصوتات طويلة وأربعة قصيرة. عادة ما تكون المصوتات القصيرة مركزية في حين المصوتات الطويلة سطحية.
|       | أمامي | أمامي  | مركزي | مركزي | خلفي | خلفي |
| ----- | ----- | ------ | ----- | ----- | ---- | ---- |
| مغلق  | ‎iː‏    | ‎ɪ‏      |       |       | ‎ʊ‏    | ‎uː‏   |
| متوسط | ‎eː‏    | ‎ɛ‏, (‎e‏) |       |       | (‎ɔ‏)  | ‎oː‏   |
| مفتوح | ‎æː‏    |        | ‎ɐ‏     | ‎aː‏    |      |      |

/e, ɔ/ تستخدم فقط في الكلمات المستعارة من اللغات الأخرى، أما الناطقون الأصليون للليتوانية فعادة ما ينطقوها /ɛ/.

### المصوتات المزدوجة
للغة الليتوانية تسعة مصوتات مزدوجة.
|     | غير مشدد | تشديد حاد |
| --- | -------- | --------- |
| ai  | ‎[ɐɪ̯ˑ]‏    | ‎[âˑɪ̯]‏     |
| ei  | ‎[ɛɪ̯ˑ]‏    | ‎[æ̂ˑɪ̯]‏     |
| au  | ‎[ɒʊ̯ˑ]‏    | ‎[âˑʊ̯]‏     |
| eu  | ‎[ɛʊ̯ˑ]‏    | ‎[ɛ̂ʊ̯]‏      |
| iau | ‎[ɛʊ̯ˑ]‏    | ‎[ɛ̂ˑʊ̯]‏     |
| ie  | ‎[iə]‏     | ‎[îə]‏      |
| oi  | —        | ‎[ɔ̂ɪ̯]‏      |
| ou  | —        | ‎[ɔ̂ʊ̯]‏      |
| ui  | ‎[ʊɪ̯ˑ]‏    | ‎[ʊ̂ɪ̯]‏      |
| uo  | ‎[uə]‏     | ‎[ûə]‏      |

## قواعد اللغة
اللغة الليتوانية اشتقاقية بشكل كبير. هناك جنسين للأسماء (المؤنث والمذكر)، وثلاثة أجنسة للصفات، الضمائر، الأرقام، وأسماء الأفعال (المؤنث، المذكر، والمحايد). يجب التوافق بين الكلمات من حيث العدد والجنس.
هناك إثني عشرة أسرة صرفية للأسماء، خمسة للصفات، وواحدة لأسماء الأفعال.
هناك سبعة حالات نحوية للأسماء ومشتقاتها: الاسمية، الإضافة، المفعولية غير المباشرة، المفعولية، الآلية، المكانية، والنداء. في النصوص القديمة الليتوانية، تنقسم الحالة المكانية بدورها إلى ثلاثة حالات فرعية. وجود هذه الحالات الفرعية للحالة المكانية ناتج غالبا عن التأثر باللغات الأورالية، والتي كان ولوقت طويل اتصال بلغات البلطيق.
للأفعال في اللغة الليتوانية بعض من الخصائص الفريدة من نوعها:
- عدم وجود الصيغة التركيبية في كل من الأفعال المبنية للمجهول (ويعتقد أن هذه الخاصية موروثة من اللغة الهندية الأوروبية البدائية)، الصيغة التامة للأفعال، والمضارع
- تكوين الصيغة الشرطية وصيغة الأمر بتصريف الفعل وإضافة لواحق، وليس بتصريف الفعل فقط
- فقدان صيغة التمني
- فقدان -t- للدلالة على ضمير الغائب المفرد، و-nt- للدلالة على ضمير الغائب الجمع

إضافة لهذا، فقد حافظت اللغة الليتوانية على العديد من الخصائص البدائية والتي اختفت من اللغات الهندية الأوروبية الأخرى، وتشترك الليتوانية في هذه الخاصية مع اللغة اللاتفية. هذه الخصائص تضم:
- الصيغة التركيبية للزمن المضارع، مع إضافة لاحقة -s-
- ثلاثة أشكال للفعل في الزمن الحاضر، مع إضافة الدواخل -n- و-st-